# Escut de Sant Quirze Safaja
L'escut oficial de Sant Quirze Safaja té el següent blasonament:
Escut caironat partit: 1r. d'argent, una palma de gules posades en pal enfilant 2 corones de llorer de sinople, la superior més petita que la inferior; i al 2n, losanjat d'or i de gules. Per timbre una corona mural de poble.

## Història
Es va aprovar l'1 de juny de 1983 i fou publicat al DOGC el 6 de juliol del mateix any amb el número 342.
La palma amb les dues corones de llorer és l'atribut del màrtir sant Quirze, patró de la localitat. La segona partició reprodueix les armes dels barons de Centelles, senyors del poble.